# 静岡プロレス
静岡プロレス（しずおかプロレス）は、かつて静岡県を中心に活動していたプロレス団体。

## 歴史
- 2005年1月、稲木良光が設立。
- 12月25日、静岡市民文化会館で旗揚げ戦を開催。
- 2009年2月1日、約3年間の活動において徐々に濃いファンが客層を占めるようになり、想定していた地元ファミリー層の客足が遠のいたことにより、静岡市民文化会館大会を最後に解散。メインイベントでは高校2年生の加藤貴大がデビュー。今後は高村を中心にプロレスリングシズオカを設立して活動を続けることを発表。

## 所属選手
- 佐野直
- スタンガン高村
- 加藤貴大
- お茶マン
- みかんマン